# André Lefebvre de Laboulaye
Pour les articles homonymes, voir Laboulaye (homonymie), Famille Lefebvre de Laboulaye et Lefebvre.
André Lefebvre de Laboulaye, né le 22 janvier 1876 et mort le 17 août 1966 à Saint-Saëns, est un diplomate français, ambassadeur de France aux États-Unis de 1933 à 1937.

## Biographie

### Origines
Fils de René-Victor Lefebvre de Laboulaye, avocat, chef du cabinet de Léon Say, administrateur des postes et télégraphes à la direction de la statistique, inspecteur général des postes et télécommunications, directeur de la Caisse nationale d’épargne, directeur honoraire au ministère du Commerce, capitaine d’état-major de la garde nationale pendant le siège de Paris et petit-fils d'Édouard Lefebvre de Laboulaye, André Lefebvre de Laboulaye fait partie d'une vaste famille qui a donné de nombreux diplomates à la France. Lui-même a été ambassadeur de France aux États-Unis de 1933  à 1937. Il épouse Marie-Inès Piérard, fille d'André Piérard, puis Marie Hély d'Oissel, fille du général Hély d'Oissel. Son fils François Lefebvre de Laboulaye a été ambassadeur de France au Brésil  (1968-1972) , au Japon (1972-1975) et aux États-Unis (1976-1981). Son petit-fils est Stanislas de Laboulaye.
Sa licence de droit achevée, il étudie à l'École libre des sciences politiques.  

### Parcours professionnel
En décembre 1898, il est, reçu au concours d'entrée au ministère des Affaires étrangères et envoyé l’année suivante comme attaché à Bucarest. En mai 1901, il est rappelé à Paris au service du protocole en qualité d'attaché d'ambassade. 
De la direction, des consulats à laquelle il a été affecté en février 1902, il passe à l'ambassade de Rome, puis au cabinet de J M. Delcassé, au Quai d'Orsay, en juillet 1904.
La carrière de M. de Laboulaye se poursuit ensuite avec une magnifique régularité. Secrétaire d'ambassade en juin 1905, le voici en décembre 1907 à la direction politique et commerciale. Le 6 septembre 1912 il est nommé secrétaire de 2e classe à l'ambassade de Washington. Il y restera sept ans. En décembre 1919 il rentre au Quai d'Orsay qu'il quitte de nouveau pour Washington, celle fois en qualité de conseiller d'ambassade, le 15 juin 1923.
L'année suivante il est à Berlin où il continue à faire fonction de conseiller d'ambassade avec le grade de ministre plénipotentiaire de 2e classe. De mai à juillet 1927, il gère l'ambassade de Moscou, puis revient au Quai d'Orsay pour prendre la sous-direction d'Europe.
À partir de ce moment, sa carrière se précipite. Le 10 décembre 1929. M. de Laboulaye est nommé directeur adjoint des affaires politiques et commerciales, commandeur de la Légion d'honneur en janvier 1931 et à la première classe de son grade en décembre de la même année. En juillet- août 1932, il fait partie de la délégation française à la Conférence internationale de Lausanne et enfin, le 13 mars 1933  il est appelé à recueillir la succession de M. Claudel à l'ambassade de Washington.

## Distinctions
- Commandeur de la Légion d'honneur (8 janvier 1931)[1]